# Saint-Michel-le-Cloucq
Saint-Michel-le-Cloucq – miejscowość i gmina we Francji, w regionie Kraj Loary, w departamencie Wandea.
Według danych na rok 1990 gminę zamieszkiwały 1 272 osoby, a gęstość zaludnienia wynosiła 72 osoby/km² (wśród 1504 gmin Kraju Loary Saint-Michel-le-Cloucq plasuje się na 478. miejscu pod względem liczby ludności, natomiast pod względem powierzchni na miejscu 659.).